# 李亦捷
李 亦捷（リ・イージェー、1992年9月11日 - ）は、台湾出身のタレント。元アミューズ台湾事務所所属（以前は吉本興業台湾分社所属）。

## 来歴
子供の頃からダンスが好きで、中学・高校時代にダンスの基礎を学ぶ。高校時代にはダンスコンテストに数多く参加。高校3年生の時に映画『愛が訪れる時』のオーディションに応募して合格し、主演を務めて女優デビュー。2010年、『當愛來的時候』は金馬奨で最優秀作品賞を受賞。2011年、第13回台北電影節で最優秀新人賞を受賞した。
2012年、毎日放送の深夜番組『ロケみつ ザ・ワールド』の企画「私を東京スカイツリーに連れてってブログ旅」に出演。続いて「日本縦断私をデートに連れてってブログ旅」に出演していたが、台湾映画『おばあちゃんの夢中恋人』出演のオファーを受け、企画途中（兵庫県の西明石駅前）で降板した。
2019年、映画『野雀之詩』で台北映画祭の最佳女主角奨（主演女優賞）を受賞した。

## 出演

### 映画
- 2010年 愛が訪れる時（中国語版） - 主演・呂來春 役
- 2012年 變羊記 - 邱惠旗 役
- 2013年 おばあちゃんの夢中恋人（中国語版） - 小婕 役
- 2019年 野雀之詩 - 阿麗 役

### ドラマ
- 2014年 わたしのスイート・スター - 意潔（イージエ） 役
- 2019年 愛的路上我和你 - 郭淑菁 役
- 2020年 廢財闖天關 - 夏天芹 役

### テレビ
- 2006年 鑽石夜總會
- 2008年 ハロー!プロジェクト
- 2008年1月26日 我猜我猜我猜猜猜
- 2009年 Love Love Love
- 2009年 超級星光大道
- 2012年 ロケみつ ザ・ワールド

### 広告
- ジャイアント・マニュファクチャリング - 舞踊編（台湾）

### 司会
- 2012年4月19日 青春好7淘（三立台湾台）

## 音楽
- 2010年 當愛來的時候 - 主題歌「彼岸」